# アメリカンスクール
アメリカン・スクール（American School）は、アメリカ国外に居住するアメリカ市民の子弟・子女を主な対象として、アメリカ本国と同様な学制・カリキュラム・教育メソッドで、主に初等から中等（日本の学制で言うと、幼稚園から小学校、中学校、高校まで）の教育を行う学校・教育機関である。

## 概要
その設立の趣旨や経緯からもアメリカンスクールは、本来ナショナルスクール・民族学校の一種であり、厳密には狭義のインターナショナルスクールとは異なるものである。その設立・運営は、アメリカ政府が直接行っているわけではなく、一般に現地のアメリカ市民の親たちが協力し合って設立・運営しているコミュニティベースの学校（所謂パブリックスクール）である。ただし、現地のアメリカ大使や総領事等が理事会のメンバーとして名を連ねているケースが多い。
しかし、学校の在籍地（主に発展途上国）によっては、他に英語主体の学校が皆無ということもあり、アメリカ市民の子弟・子女以外のその他の国々からの生徒も広く受け入れる傾向にあるため、国際性豊かな生徒構成が一般的であり、現地国でも最も大きな外国人学校であることが多く、インターナショナルスクールの一種と言って差し支えない実状であることも多い。

## 主な世界のアメリカンスクール一覧（設立年順）
- メキシコ・メキシコシティ　The American School Foundation,A.C.（アメリカン スクール ファンデーション ア セ）1888年
- 日本・東京　American School in Japan（アメリカンスクール・イン・ジャパン参照）1902年
- レバノン・ベイルート　The American Community School（アメリカン コミュニティ スクール）1905年
- 中華人民共和国・上海　Shanghai American School（上海アメリカンスクール）1912年
- ブラジル・サンパウロ　Graded the American School of São Paulo (グレーデッド ジ アメリカンスクール オブ サンパウロ) 1920年
- ブラジル・リオデジャネイロ　Escola Americana do Rio de Janeiro（エスコーラ アメリカーナ ド リオ デ ジャネイロ）1937年
- ギリシャ・アテネ　American Community School（アメリカン・コミュニティ・スクール）1945年
- エジプト・カイロ　Cairo American College（カイロ アメリカン カレッジ）1945年
- エルサルバドル・サンサルバドル　Escuela Americana（エスクエラ・アメリカーナ）1946年
- ペルー・リマ　The American School of Lima（アメリカンスクール・オブ・リマ）1946年
- ホンジュラス・テグシガルパ　Colegio Franklin Delano Roosevelt／American School of Tegucigalpa（コレジオ フランクリン デラノ ルーズベルト／アメリカン スクール オブ テグシガルパ）1946年
- イタリア・ローマ　American Overseas School of Rome（アメリカン オーヴァーシーズ スクール オブ ローマ）1947年
- 台湾・台北　Taipei American School（台北アメリカン スクール）1949年
- 英国・ロンドン　American School in London（アメリカン スクール イン ロンドン）1951年
- パキスタン・カラチ　Karachi American School（カラチ アメリカン スクール）1953年
- オランダ・ハーグ　The American School of The Hague（アメリカン スクール オブ ハーグ）1953年
- ポーランド・ワルシャワ　The American School of Warsaw（アメリカン スクール オブ ワーソー）1953年
- ボリビア・ラパス　American Educational Association (Calvert)（アメリカン エデュケーショナル アソシエーション）1955年
- ヨルダン・アンマン　American Community School（アメリカン コミュニティ スクール）1955年
- シンガポール　Singapore American School（シンガポール アメリカン スクール）1956年
- ポルトガル・シントラ　The Carlucci American International School of Lisbon（カルルーチ アメリカン インターナショナル スクール オブ リスボン）1956年
- ブラジル・レシフェ　The American School of Recife／Escola Americana Do Recife（エスコーラ アメリカーナ ド レシフェ／アメリカン スクール オブ レシフェ)1957年
- スーダン・ハルツーム　Khartoum American School（ハルツーム アメリカン スクール）1957年
- ウルグアイ・モンテビデオ　Uruguayan American School（ウルグァイアン・アメリカンスクール）1958年
- エクアドル・キト　Academia Cotopaxi American International School（アカデミア コトパクシ アメリカン インターナショナル スクール）1959年
- チュニジア・チュニス　American Co-operative School of Tunis（アメリカン コーポラティブ スクール オブ チュニス）1959年
- パラグアイ・アスンシオン　The American School of Asuncion（アスンシオン アメリカン スクール）1960年
- ブラジル・サルヴァドール　Escola Pan Americana da Bahia／Pan American School of Bahia（エスコーラ パン アメリカーナ ダ バイア／パン アメリカン スクール オブ バイア）1960年
- ブラジル・サンパウロ　Pan American Christian Academy（パン アメリカン クリスチャン アカデミー）1960年
- スペイン・マドリード　The American School of Madrid（アメリカン スクール オブ マドリード）1961年
- コンゴ・キンシャサ　The American School of Kinshasa（アメリカン スクール オブ キンシャサ）1961年
- ルーマニア・ブカレスト　American International School of Bucharest（アメリカン インターナショナル スクール オブ ブカレスト）1962年
- スペイン・バルセロナ　The American School of Barcelona（アメリカン スクール オブ バルセロナ）1962年
- モロッコ・ラバト　Rabat American School（ラバト アメリカン スクール）1962年
- サウジアラビア・リアド　American International School-Riyadh（アメリカン インターナショナル スクール リアド）1963年
- ブラジル・ブラジリア　The American School of Brasilia（アメリカン スクール オブ ブラジリア）1964年
- カメルーン・ヤウンデ　The American School of Yaound（アメリカン スクール オブ ヤウンデ）1964年
- ラゴス　American International School of Lagos（アメリカン インターナショナル スクール オブ ラゴス）1965年
- ブラジル・ポルトアレグレ　The Pan American School of Porto Alegre（パン アメリカン スクール オブ ポルトアレグレ）1966年
- スペイン・ラスパルマスデグランカナリア　The American School of Las Palmas（アメリカン スクール オブ ラスパルマス）1967年
- ブルガリア・ソフィア　The Anglo-American School of Sofia（アングロ アメリカン スクール オブ ソフィア）1967年
- マダガスカル・アンタナナリボ　American school of Antananarivo（アメリカン スクール オブ アンタナナリボ）1969年
- コスタリカ・エレディア　American International School of Costa Rica（アメリカン インターナショナル スクール オブ コスタリカ）1970年
- クロアチア・ザグレブ　American International School of Zagreb（アメリカン インターナショナル スクール オブ ザグレブ）1970年
- バングラデシュ・ダッカ　American International School, Dhaka（アメリカン インターナショナル スクール ダッカ）1972年
- ハンガリー・ブダペスト　American International School of Budapest（アメリカン インターナショナル スクール オブ ブダペスト）1973年
- アラブ首長国連邦・アブダビ　The American Community School of Abu Dhabi（アメリカン コミュニティ スクール オブ アブダビ）1973年
- 英国・ロンドン　American Community School（アメリカン・コミュニティ・スクール）1975年
- ガボン・リーブルビル　American International School of Libreville（アメリカン インターナショナル スクール オブ リーブルビル）1975年
- インド・ムンバイ　American School of Bombay（アメリカン スクール オブ ボンベイ）1981年
- 中華人民共和国・広州　American International School of Guangzhou（広州アメリカン インターナショナル スクール）1981年
- 香港　American International School（アメリカン インターナショナル スクール）1986年
- ザンビア・ルサカ　American International School（アメリカン インターナショナル スクール）1986年
- キプロス・ニコシア　The American International School, Cyprus（アメリカン インターナショナル スクール キプロス）1987年
- オマーン・マスカット　American-British Academy（アメリカン ブリティッシュ アカデミー）1987年
- 中華民国・台中　American School in Taichung（台中アメリカン スクール）1989年
- 中華民国・高雄　Kaohsiung American School（高雄アメリカンスクール）1990年
- エジプト・カイロ　American International School in Egypt（アメリカン インターナショナル スクール イン エジプト）1990年
- モザンビーク・マプート　American international School of Mozambique（アメリカン インターナショナル スクール オブ モザンビーク）1990年
- クウェート　American International School of Kuwait（アメリカン インターナショナル スクール オブ クウェート）1991年
- リトアニア・ビリニュス　The American International School of Vilnius（アメリカン インターナショナル スクール オブ ビリニュス）1993年
- ナイジェリア・アブジャ　American International School of Abuja（アメリカン インターナショナル スクール オブ アブジャ）1993年
- ジャマイカ・キングストン　American International School of Kingston（アメリカン インターナショナル スクール オブ キングストン）1994年
- インド・チェンナイ　American International School, Chennai（アメリカン インターナショナル スクール チェンナイ）1995年
- インド・ニュー・デリー　American Embassy School（アメリカン エンバシー スクール）1995年
- アラブ首長国連邦・アブダビ　The American International School in Abu Dhabi（アメリカン インターナショナル スクール イン アブダビ）1995年
- 南アフリカ共和国・ケープタウン　The American International School of Cape Town（アメリカン インターナショナル スクール オブ ケープタウン）1996年
- アラブ首長国連邦・ドバイ　Dubai American Academy（ドバイ アメリカン アカデミー）1998年
- オマーン・マスカット　The American International School of Muscat（アメリカン インターナショナル スクール）1998年
- カタール・ドーハ　American School of Doha（アメリカン スクール オブ ドーハ）1998年
- モンゴル・ウランバートル　American School of Ulaanbaatar（アメリカン スクール オブ ウランバートル）2006年
- ガーナ・アクラ　American International School of Accra（アメリカン インターナショナル スクール オブ アクラ）2006年
- ニカラグア・マナグア　The American Nicaraguan School（アメリカン ニカラグアン スクール）
- オーストリア・ウィーン　American International School（アメリカン インターナショナル スクール）
- アラブ首長国連邦・ドバイ　American School of Dubai（アメリカン スクール オブ ドバイ）
- イスラエル・テルアビブ　The Walworth Barbour American International School in Israel（ワルワース バーバー アメリカン インターナショナル スクール イン イスラエル）
- サウジアラビア・ジッダ　American International School of Jeddah（アメリカン インターナショナル スクール オブ ジッダ）
- ニジェール・ニアメ　American International School of Niamey（アメリカン インターナショナル スクール オブ ニアメ）
- 南アフリカ共和国・ヨハネスブルグ　The American International School of Johannesburg（アメリカン インターナショナル スクール オブ ヨハネスブルグ）